# Mady Camara
Mady Camara (Matam, 28 de febrero de 1997) es un futbolista guineano que juega en la demarcación de centrocampista para el PAOK de Salónica F. C. de la Superliga de Grecia.

## Selección nacional
Hizo su debut con la selección de fútbol de Guinea el 9 de septiembre de 2018 en un partido de clasificación para la Copa Africana de Naciones de 2019 contra la República Centroafricana. El partido acabó con un resultado de 1-0 a favor del combinado guineano tras el gol de Seydouba Soumah.

## Estadísticas

### Clubes
| Club                   | País    | Año       | Partidos | Goles |
| ---------------------- | ------- | --------- | -------- | ----- |
| A. C. Ajaccio          | Francia | 2016-2018 | 51       | 3     |
| Olympiacos F. C.       | Grecia  | 2018-2022 | 181      | 19    |
| A. S. Roma (cedido)    | Italia  | 2022-2023 | 21       | 0     |
| Olympiacos F. C.       | Grecia  | 2023-2024 | 29       | 2     |
| PAOK de Salónica F. C. | Grecia  | 2024-     | 48       | 10    |

## Palmarés

### Campeonatos nacionales
| Título              | Club             | País   | Año  |
| ------------------- | ---------------- | ------ | ---- |
| Superliga de Grecia | Olympiacos F. C. | Grecia | 2020 |
| Copa de Grecia      | Olympiacos F. C. | Grecia | 2020 |
| Superliga de Grecia | Olympiacos F. C. | Grecia | 2021 |
| Superliga de Grecia | Olympiacos F. C. | Grecia | 2022 |

### Campeonatos internacionales
| Título                             | Club             | País   | Año  |
| ---------------------------------- | ---------------- | ------ | ---- |
| Liga Europa Conferencia de la UEFA | Olympiacos F. C. | Grecia | 2024 |